# Toma de Santarém (1111)
En 1111, los almorávides lanzaron una campaña en el Condado de Portugal para capturar los territorios del oeste de Iberia que ya habían estado en manos de los almorávides en 1094.

## Antecedentes
Después de la Batalla de Sagrajas en 1093, los almorávides emprendieron la erradicación de las Taifas de Andalucía. Esto se debió en parte a que la Taifa de Badajoz había adoptado una postura ambigua entre Alfonso VI de León y Castilla y los almorávides. El gobernante de Badajoz, amenazado por la inminente caída a manos de los almorávides, finalmente se alió con Alfonso. Como resultado de esta alianza, cedió las villas de Sintra, Lisboa y Santarém al rey a cambio de protección. Sin embargo, esta medida no pudo salvar al gobernante de Badajoz, ya que en 1094 los almorávides conquistaron la ciudad y ejecutaron tanto a él como a su hijo. Además, recuperaron Lisboa y Sintra en este proceso.

## Captura
En 1111, los almorávides, liderados por el general Syr ibn Abi Bakr, gobernador de Sevilla, marcharon hacia tierras portuguesas bajo el mando de Enrique de Borgoña, cuya capital era Coimbra . Syr ibn Abi Bakr luego marchó a Évora y la capturó, luego marchó a Lisboa y Sintra capturándola.  Syr luego se mudó a Santarém. Los almorávides entonces la sitiaron; Era una ciudad fuertemente fortificada. Después de repetidos esfuerzos por capturar sus murallas, los almorávides las asaltaron con éxito en un ataque sorpresa, matando a muchos miembros de la guarnición; el resto se rindió y fue capturado el 25 o 26 de mayo. Según el visir almorávide Abi Muhammad Abdul Majid bin 'Abdoun, los almorávides capturaron la ciudad gracias a la suerte; de lo contrario, no habrían podido capturarlo.  
Después de la captura, los almorávides atacaron hasta Coimbra. Las fuerzas del conde Enrique no pudieron hacer retroceder a los invasores almorávides. 